# Po stopách sklářského řemesla v Novém Boru

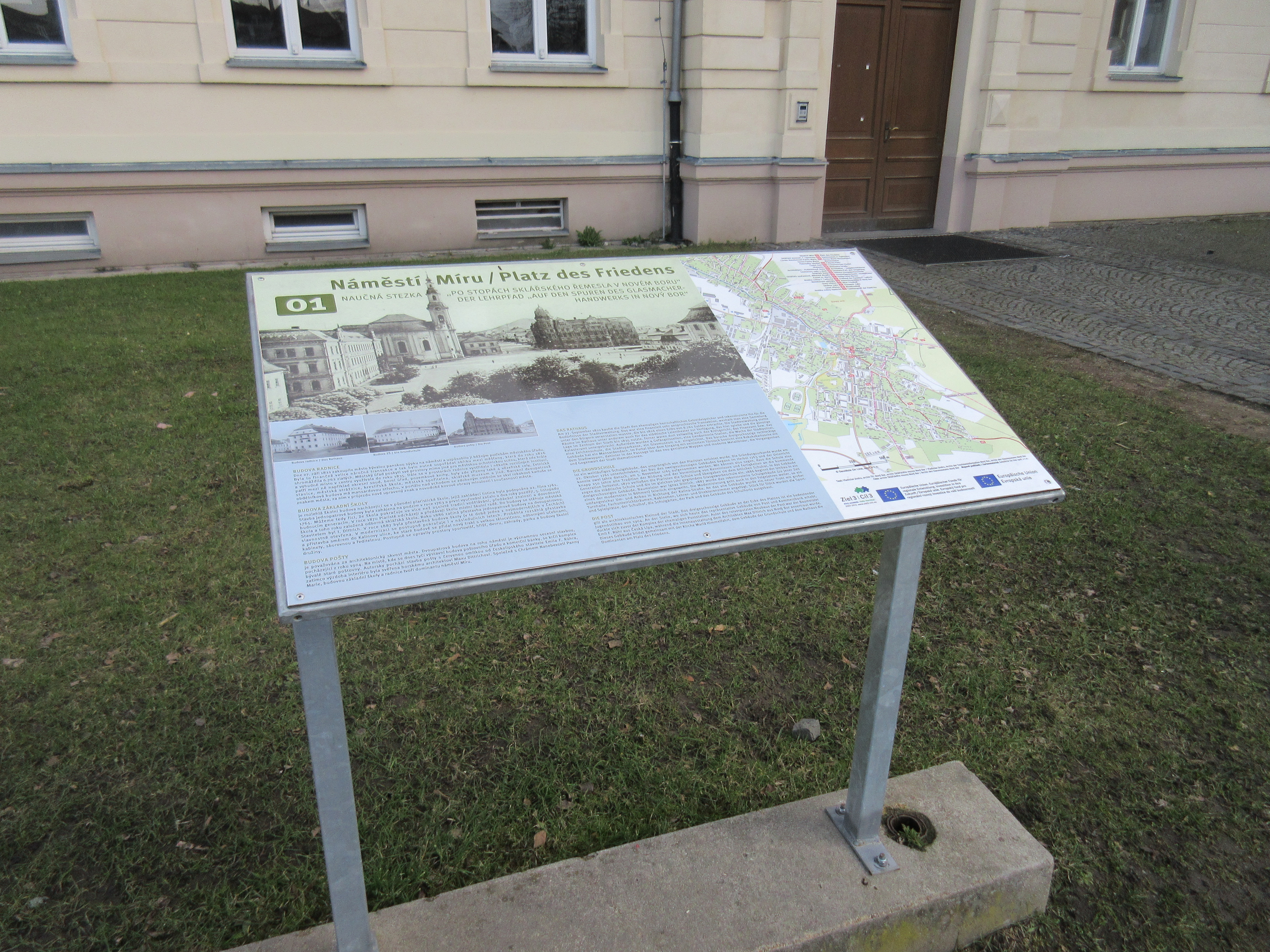
Zastavení první, panel na hlavním náměstí Nového Boru

Po stopách sklářského řemesla v Novém Boru je naučná stezka vybudovaná v Novém Boru na Českolipsku v květnu 2014.
Je stezkou městského typu, která turisty vede po sedmnácti očíslovaných zastaveních nejzajímavějšími místy města s důrazem na objekty spojené s historií sklářství ve městě. Délka trasy je zhruba 5 km.

## Základní údaje
Všech 17 informačních tabulí naučné stezky zajistilo město s využitím dotace Evropské unie, konkrétně Evropského fondu pro regionální rozvoj a v součinnosti s německými partnery v Sasku.
Na trase stezky je 17 očíslovaných naučných tabulí, vesměs na kovových stojanech, které jsou dvoujazyčné (česky a německy) a doplněné jak podrobným plánkem města s umístěním stanovišť stezky, tak fotografiemi. 

## Zastavení na stezce
- 1. Náměstí Míru
- 2. Sklářské muzeum, Friedrich Egermann
- 3. Chrám Nanebevzetí Panny Marie, Socha Panny Marie
- 4. Palackého náměstí
- 5. Česká čtvrť
- 6. Hřebenka
- 7. Architektura - Podstávkové domy
- 8. Smetanovy sady a okolí
- 9. Sklářská škola
- 10. Sklářská současnost, Městské divadlo
- 11. Kostel sv. Ducha v Arnultovicích
- 12. Hrobka rodiny F. Ladische v Arnultovicích
- 13. Novoborské vyhlídky v Arnultovicích
- 14. Starý hřbitov
- 15. Sklárna Zahn
- 16. Lesní hřbitov
- 17. Hrobka rodiny Hantlichů

## Fotogalerie panelů

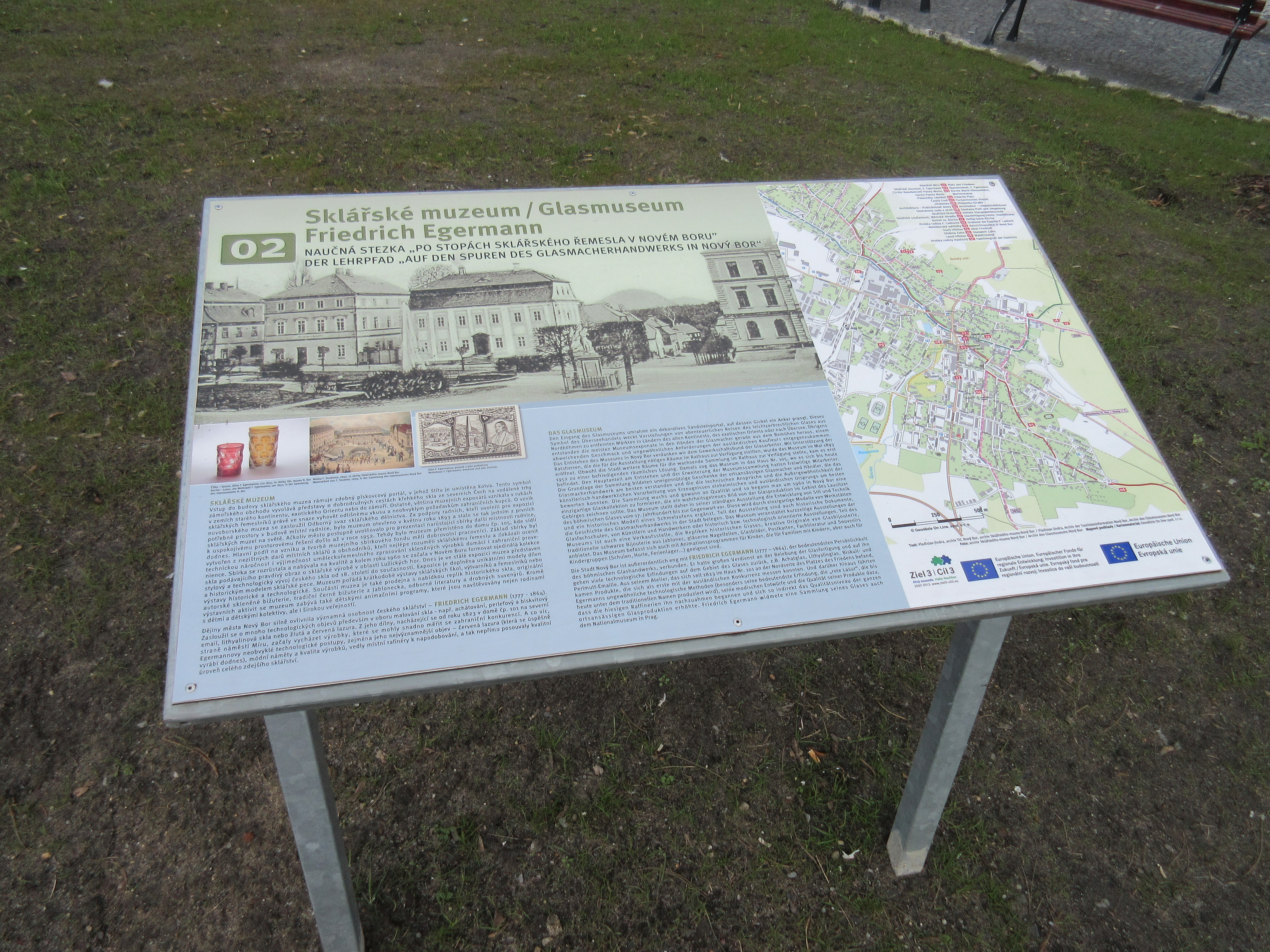
Zastavení č.2
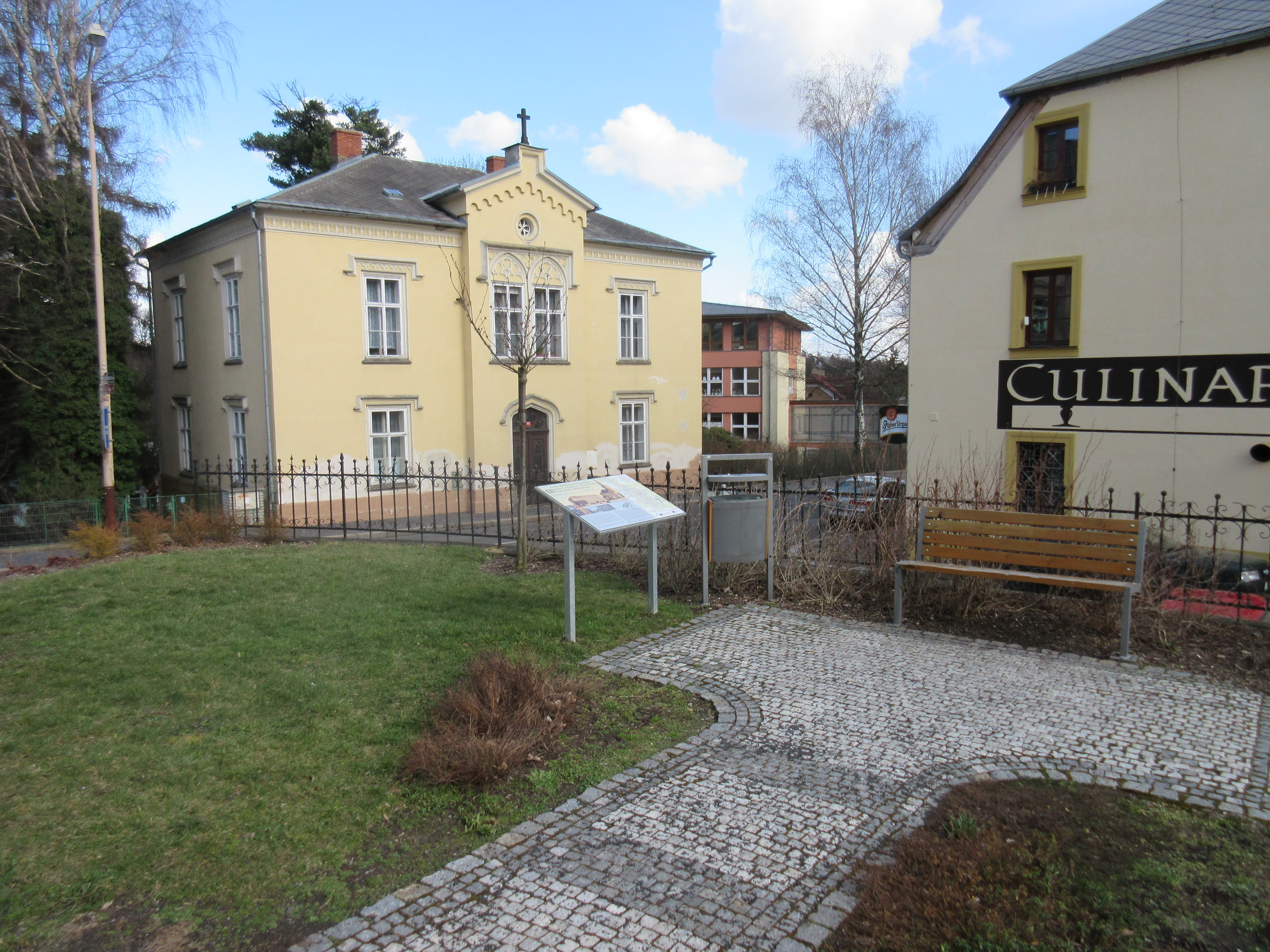
Zastavení č.3
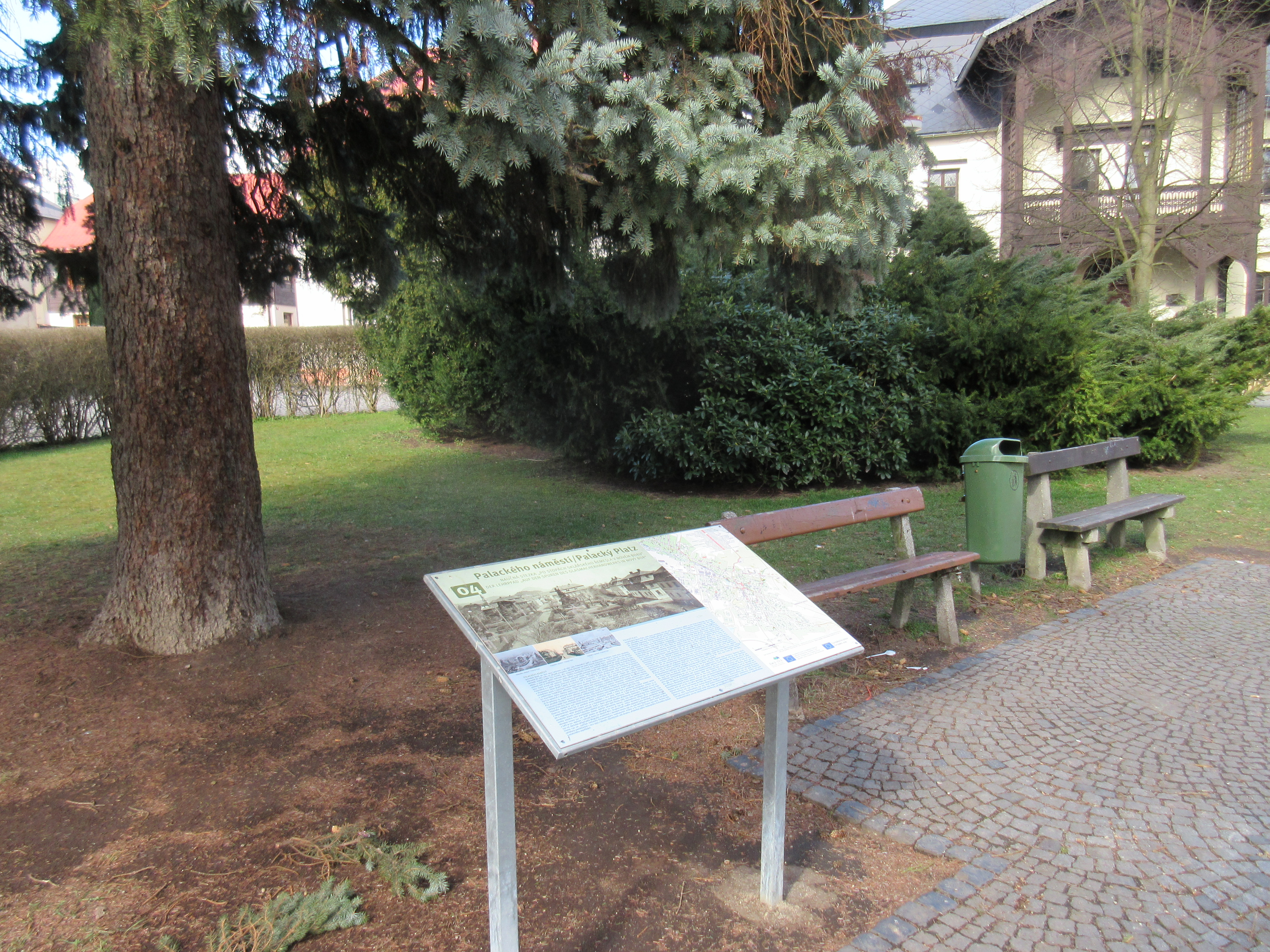
Zastavení č.4
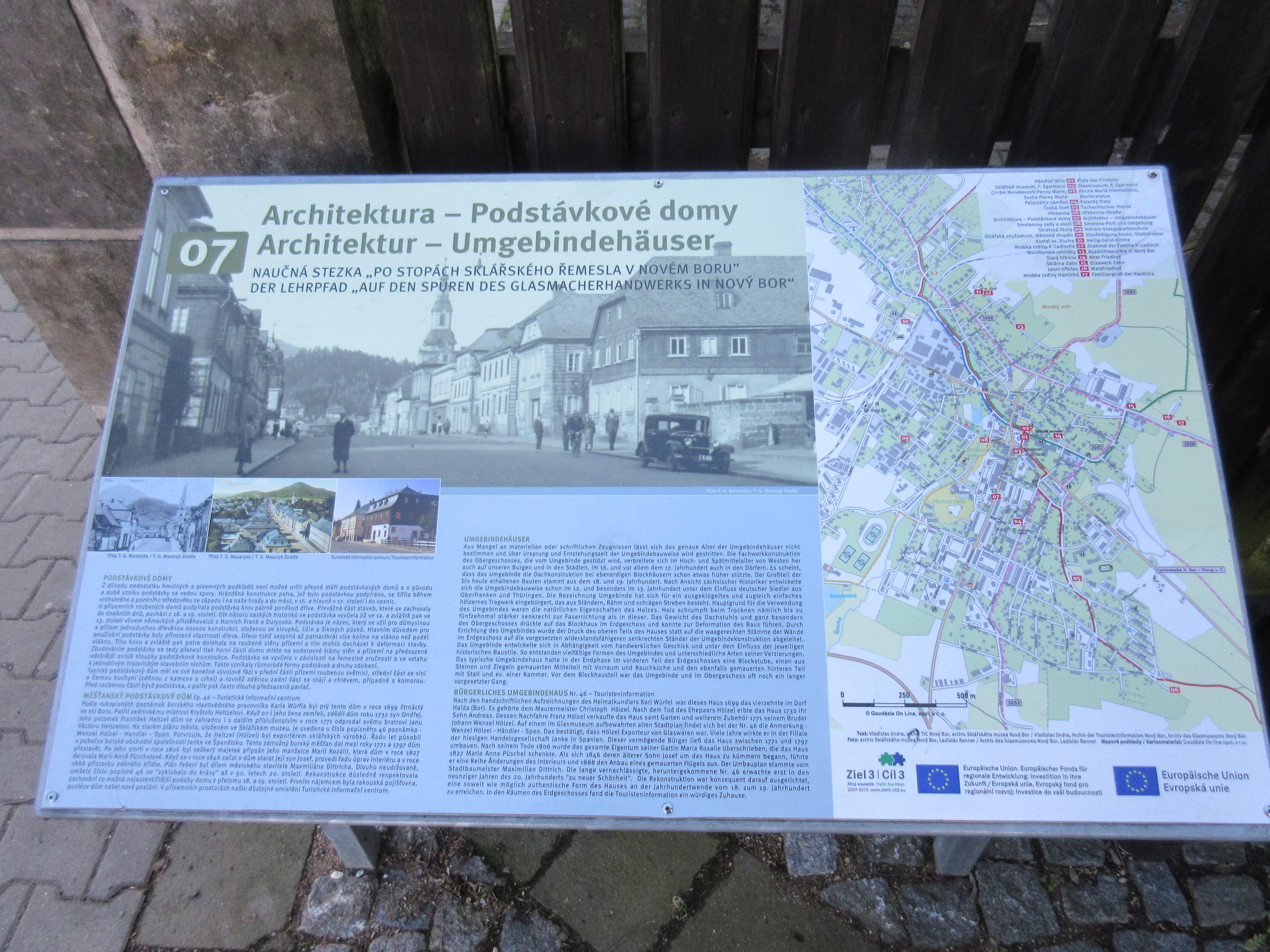
Zastavení č.7
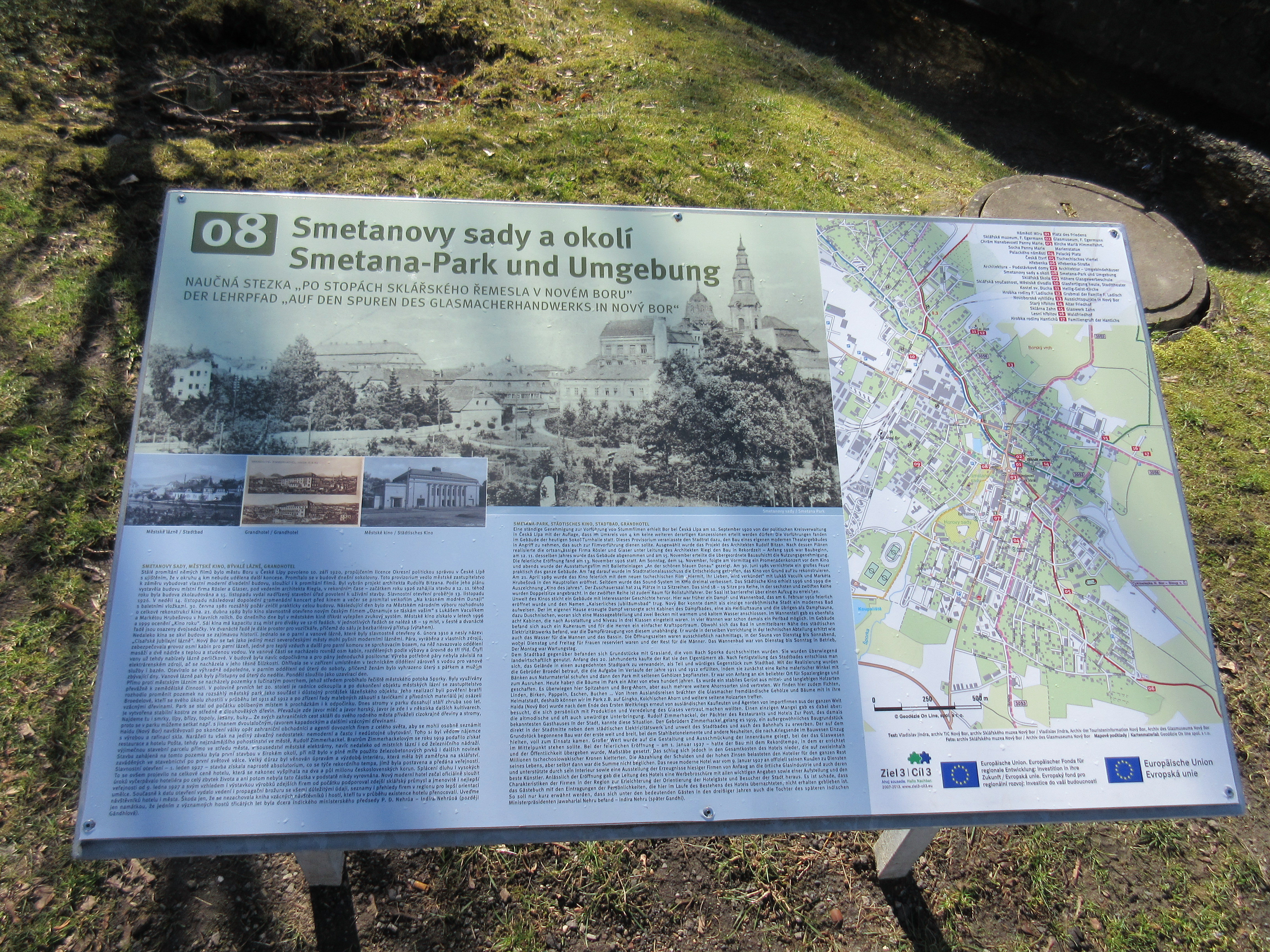
Zastavení č.8
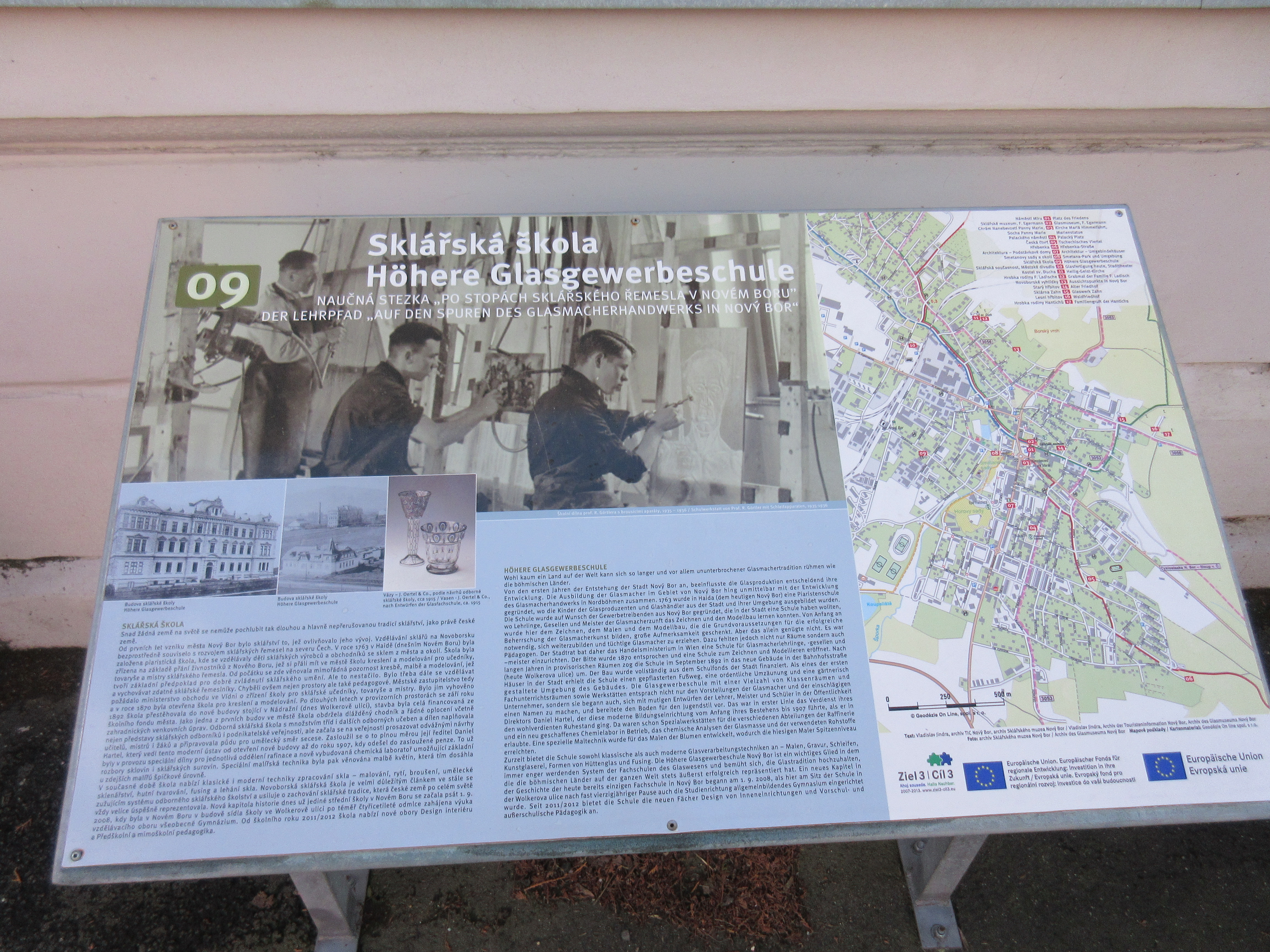
Zastavení č.9
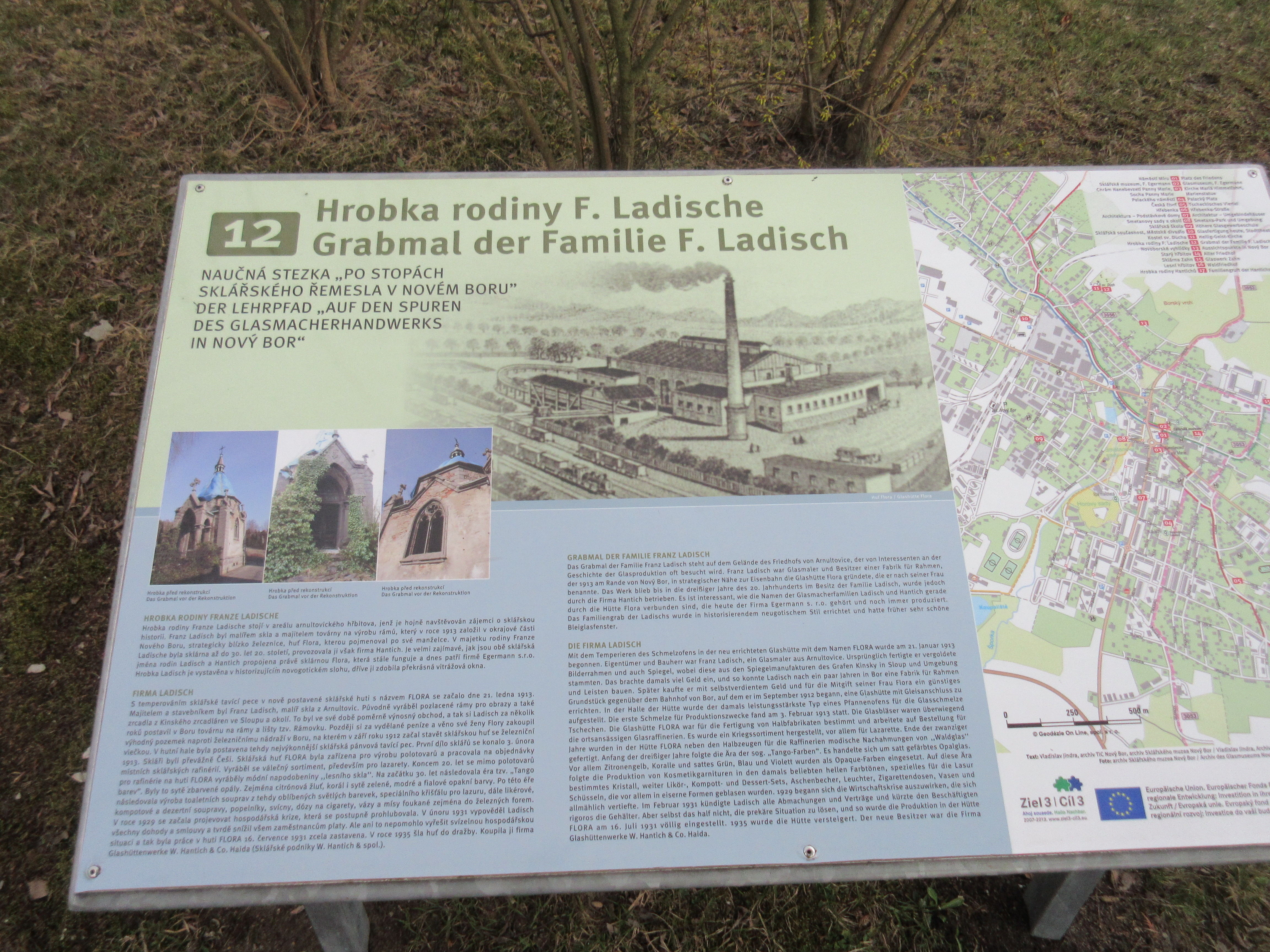
Zastavení č.12
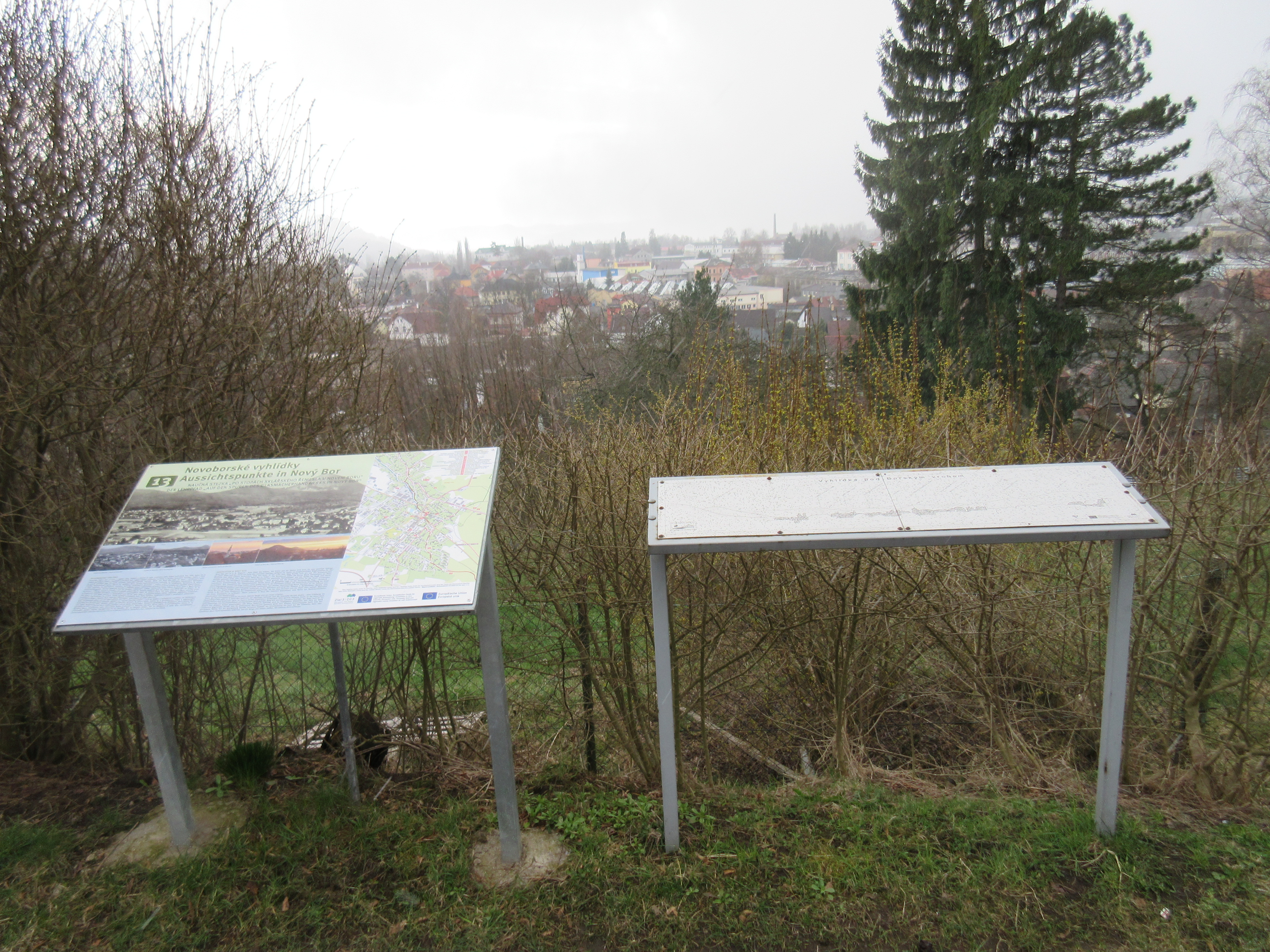
Zastavení č.13